# 21956型驱逐舰
21956型驱逐舰工程代号21956工程(字面意思为“21世纪的现代级驱逐舰”)，为北方造船厂于2005年下达以11551型大型反潜舰为基础的新型驱逐舰研制項目代号“21956工程”，并于2007年的圣彼得堡国际海事展上展出反潜型。

## 概述
建造11356型护卫舰予印度海军后，北方船厂掌握了赋予老舰平台新元素的设计思维。只用两年时间就将21956型驱逐舰的设计设计完成，反潜型设计方案和模型于2007年在第三届圣彼得堡国际海事展上展出，但于展览中也提供了防空型的相关资料，而防空型模型则在2009年于第四届圣彼得堡国际海事防务展上展出。
21956型舰与现代级驱逐舰存在著一定的血缘关系(现代级的代号为“956工程”)。据北方船厂总经理福米乔夫-安德列伊-博里索维奇介绍，21956型主要是針对现代级的使用国和積极发展蓝水海军的国家为对象进行外銷。
俄罗斯《军事检阅》杂志报道，21956型应用了35项专利技术，其采用的世界先进的“三级测量数学建模”设计技术，在现今俄罗斯仅北方造船厂可以进行(亦是俄罗斯首次采用)。从外观和作战职能上看，21956型显然是1990年的11990通用型驱逐舰的翻版，当年苏联海军曾有以11990驱逐舰作为航母战斗群中的指挥控制舰，执行舰队导弹攻击和反导防空作战的构想，但因苏联解体而沒有建造。

## 设计
船体设计源自于11551型大型反潜舰，兩型舰主尺寸相当，但21956型由于增加了燃料储备，故满载排水量达到了9000吨。和俄罗斯在21世纪建造的匿踪护卫舰一样，21956型也在设计上考虑匿踪性。其动力系统由两套М96型燃燃联合动力装置组成双轴定距桨推进。由于21956型舰的燃料储备较11551型多，因此在巡航航速(18节)下的续航力较11551型有所增加。

### 相关
- 驱逐舰
- 俄罗斯军事
- 俄罗斯海军
- 现代级驱逐舰 俄羅斯
- 无畏级驱逐舰 俄羅斯
- 21956型驅逐艦(俄文維基)（页面存档备份，存于）
- 領導級驅逐艦/暴風級驅逐艦（出口型） 俄羅斯

### 同类型舰
- 052C型驱逐舰 中华人民共和国
- 052D型驱逐舰 中华人民共和国
- 055型驱逐舰 中华人民共和国
- 地平线级驱逐舰 法國 義大利
- 45型驱逐舰 英国
- 霍巴特级驱逐舰
- 金刚级驱逐舰 日本
- 爱宕级驱逐舰 日本
- 秋月级驱逐舰 日本
- 世宗大王级驱逐舰 大韓民國
- 加尔各答级驱逐舰 印度
- 维沙卡帕特南级驱逐舰 印度